# Mannen i den vita hatten (16 år senare)
Mannen i den vita hatten (16 år senare) är den avslutande låten på gruppen Kents sjätte album, Du & jag döden från 2005.
Låten är skriven av Joakim Berg och inspelad, producerad och mixad i Kents egen studio Park Studio av Stefan Boman, Simon Nordberg och kent.
Sedan Turné 19 under första halvan av 2005 har låten fått avsluta alla Kents konserter. Sångaren, Joakim Berg, har för vana att lägga till två avslutande extraverser på varje konsert, hur dessa lyder brukar variera.
Titeln syftar på att det vid albumsläppet 2005 var 16 år sedan Joakim Berg 1989 tog studenten.